# Kobayasia nipponica
Kobayasia nipponica är en svampart som först beskrevs av Kobayasi, och fick sitt nu gällande namn av S. Imai & A. Kawam. 1958. Kobayasia nipponica ingår i släktet Kobayasia och familjen stinksvampar.   Inga underarter finns listade i Catalogue of Life.